# Schloss Traunsee

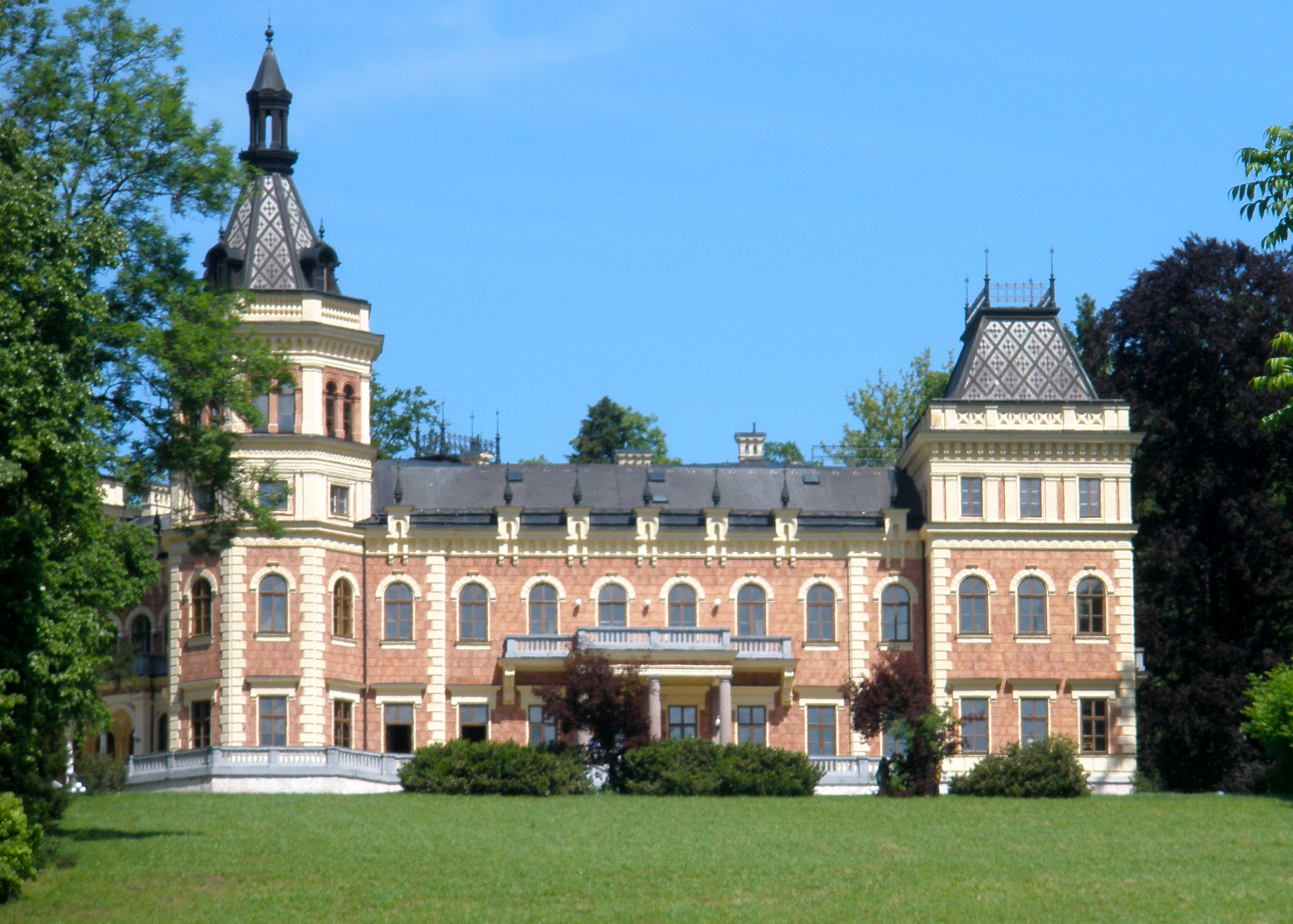
Schloss Traunsee in Altmünster

Schloss Traunsee (auch Schloss Württemberg genannt) liegt in der Gemeinde Altmünster (Pensionatstr. 74) im Bezirk Gmunden am Traunsee in Oberösterreich.

## Geschichte
Schloss Traunsee wurde in den Jahren 1872 bis 1875 von Herzog Philipp von Württemberg als Sommervilla für seine Gemahlin Erzherzogin Maria Theresia erbaut. Erzherzogin Maria Theresia war eine Enkelin Erzherzog Karls, des Siegers der Schlacht von Aspern (1809). Das Gebäude hat daher den Namen Villa Maria Theresia erhalten, ist aber in der Traunseeregion auch als Schloss Württemberg bekannt geworden. Nach dem Tod von Herzog Philipp († 1917) geht das Schloss in das Eigentum von Herzogin Marie Therese über. 1927 wurde es an die Söhne Robert und Ulrich verkauft. Während und nach dem Ersten Weltkrieg wurde es als Flüchtlingslager und als Lazarett genutzt. 1935 wurde es an den Landesverband für Fremdenverkehr in Linz verpachtet, ab 1938 ging es an die Landeshauptmannschaft des Gaues Oberdonau.
Während des Zweiten Weltkrieges waren in dem Schloss eine Schule der Deutschen Kriegsmarine und der Hitlerjugend einquartiert. Von 1946 bis 1981 war hier ein Wirtschaftskundliches Realgymnasium untergebracht.
1969 gelangen Schloss und Park in den Besitz der Republik Österreich.

## Beschreibung
Planung und Bauausführung des im französischen Renaissancestil erbauten Schlosses erfolgte durch den Architekten Heinrich Adam (1839–1905). Zum Areal des Schlosses gehören ca. 20 ha Grund. Die Schlosskapelle wurde 1878–1880 von dem Wiener Architekten Heinrich von Ferstel, dem Erbauer der Votivkirche in Wien, geplant und ausgeführt.
Das Schloss ist in Form eines unregelmäßigen Fünfecks errichtet. Die Ecktürme sind von massigen Satteldächern eingedeckt. Ein Eckturm ist als polygonaler Turm mit Spitzdach und Laterne ausgeführt.

## Schloss Traunsee heute
Auch heute noch ist das Schloss im Besitz der Republik Österreich. Es beherbergt aber nur mehr ein Internat für Schülerinnen und Schüler des angeschlossenen Bundesrealgymnasium/BORG Schloss Traunsee. In Zusammenarbeit mit der Gemeinde wird das Schloss auch für kulturelle Veranstaltungen (Konzerte, Lesungen, Ausstellungen, Trauungen in Zusammenarbeit mit dem Standesamt Altmünster) genutzt.

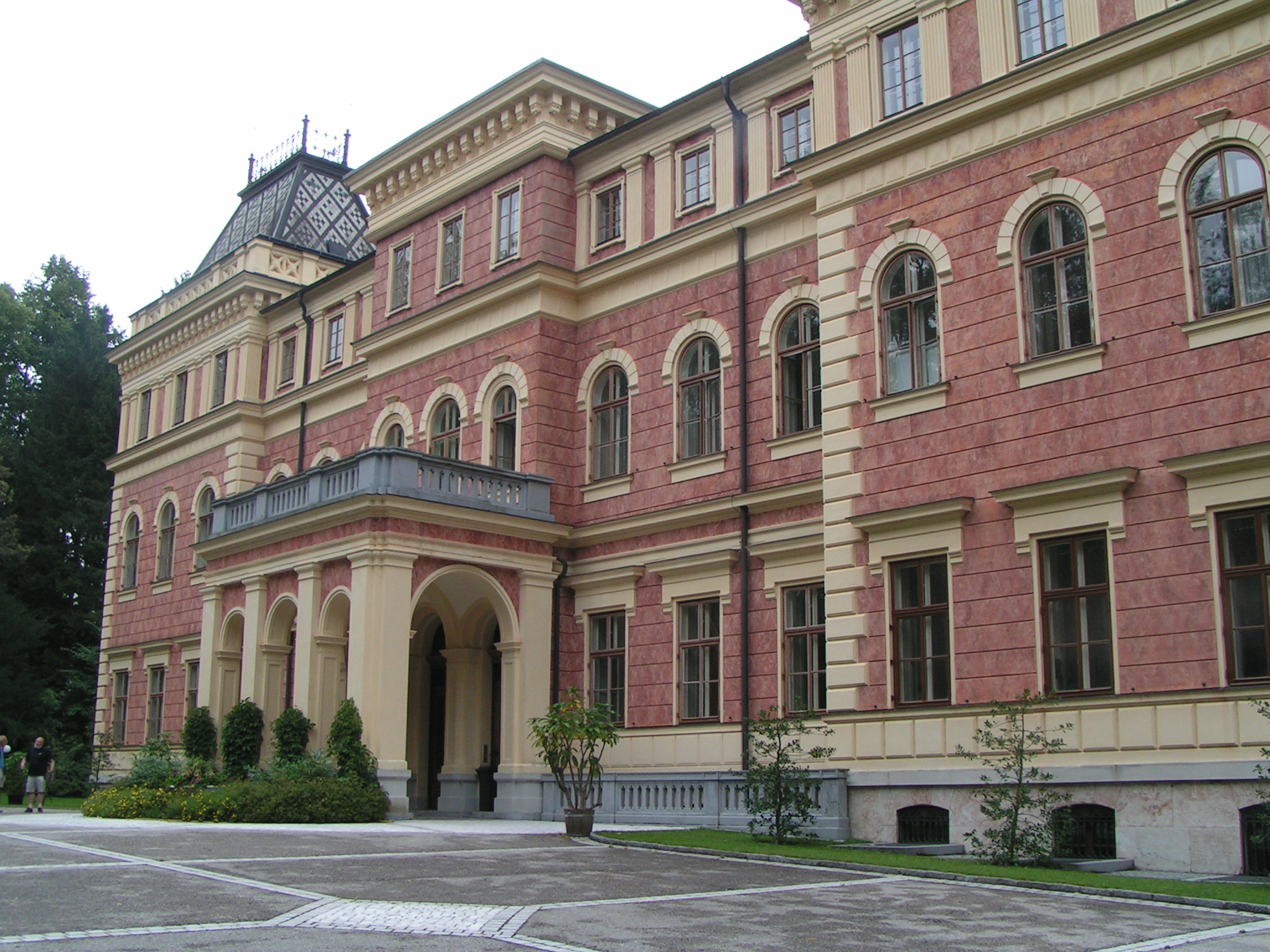
Schloss Traunsee